# اودهلم
اودهلم (به سوئدی: Uddeholm) یک سکونتگاه مسکونی در سوئد است که در Hagfors Municipality واقع شده‌است.

## خصوصیات
اودهلم ۱٫۴۳ کیلومترمربع مساحت و ۶۶۷ نفر جمعیت دارد.